# Klemensker
Klemensker er en by på Bornholm med 605 indbyggere  (2024) ved et vejknudepunkt 7 km øst for Hasle, 13 km syd for Allinge-Sandvig, 16 km nordvest for Aakirkeby og 13 km nordøst for kommunesædet Rønne. Byen ligger i Bornholms Regionskommune, der hører til Region Hovedstaden.
Klemensker hører til Klemensker Sogn. Sankt Clemens Kirke ligger i byens nordvestlige hjørne. Den afløste i 1882 den middelalderkirke, som har givet byen navn, idet efterstavelsen -ker betyder "kirke".

## Faciliteter
Klemensker Hallen benyttes af Klemensker Idrætsforening, som tilbyder badminton, fitness, fodbold, folkedans, gymnastik, skydning, petanque og motion. Ved siden af hallen ligger et friluftsbad, som blev renoveret i 2018.
Klemensker Børnehus, der siden 1996 har ligget i den gamle kirkeskole, har plads til 14 vuggestuebørn og 65 børnehavebørn.
Da Klemensker Centralskole blev lukket som folkeskole i juli 2011, blev noget af bygningen overtaget af Bornholms Ungdomsskole, afdeling Nord. Den rummer også Dybdalskolen, som er normeret til 10 elever med behov for et skoletilbud, hvor det håndværksmæssige vægtes højt.
Klemens Kro, der nævnes første gang i 1564, har værelser og en lejlighed. Herfra går Simblegårdsvej ud af byen med en ekstremt stejl nedkørsel. Der er usædvanlig så langt fra kysten.
Klemensker har SuperBrugs og lægehus. Avisen "KlemenskeRø" udkommer seks gange om året i Klemensker og Rø. En række foreninger står bag den og bruger den som medlemsblad.

## Historie

### Skolerne
Den første Søndre skole blev oprettet i 1850 på Danevang, Centralvej 6. Senere blev den flyttet til Soldalen på Årsballevej. Der var forskole med 1.-2. klasse på Hjemly, Årsballevej 33. Vestre skole på Duebjergvej og Nordre skole blev opført i 1858. Kirkeskolen blev opført i 1915. Sognets 4 skoler blev nedlagt, da man i 1959 indviede Klemensker Centralskole.

### Kirkebyen
Der er ikke landsbyer på Bornholm og kirker og gårde lå ensomt. I 1899 blev området omkring Sankt Clemens Kirke beskrevet således: "St. Klemens Kirke, 363 F., 114 M., over Havet; i Nærheden Præstegaarden og Klemens Kro. Skoler: Nordre, Søndre og Vestre Skole samt Aarsballe Forskole." Målebordsbladene viser desuden et fattighus, og det lave målebordsblad fra 1900-tallet viser et missionshus. Egentlig bebyggelse med huse og byejendomme kan man først tale om, da urmager Sonne i 1898 opførte et hus lige syd for kirken.

### Stationsbyen
Først med jernbanen begyndte byen at vokse. Klemensker fik station på Rønne-Allinge Jernbane (1913-53). Spor 2 var omløbsspor, og både spor 1 og 2 havde perron. Spor 3 havde svinefold og sidespor til Klemensker pakhusforening, som blev oprettet i 1915 og senere indgik i Bornholms Andels Foderstofforretning (BAF), som i 2003 fusionerede med DLG. Foderstofforretningens silo har været byens vartegn, der kunne ses vidt omkring.
Stationsbygningen er bevaret på Jernbanevej 5. Fra Jernbanevej går en 6½ km lang sti, der følger banens tracé gennem den snævre kløft Kleven til Røvej i Rø.

## St. Clemens Mejeri
Byens største arbejdsplads er St. Clemens Mejeri eller Bornholms Andelsmejeri, der siden 1972 har været øens eneste mejeri. Det blev opført i 1950 under navnet Bornholmske Mejeriers Andelsosteri og afløste Klemenskers første mejeri, Andelsmejeriet Bjørnedal fra november 1888.
St. Clemens Mejeri har 23 andelshavere og producerer konsummælk til det bornholmske marked samt ost til både hjemmemarked og eksport. Der fremstilles faste, hårde og blåskimmel-oste. Mejeriets Danablu har vundet mange præmier ved danske og skandinaviske konkurrencer og fem gange vundet verdensmesterskabet i Wisconsin..

## Galleri
- Ungdomsskolen
- Foderstofsiloen
- Simblegårdsvej
- Kølehuset
- Runesten ved kirken